# Тшебішин (Західнопоморське воєводство)
Тшебішин (пол. Trzebiszyn) — село в Польщі, у гміні Тихово Білоґардського повіту Західнопоморського воєводства.
Населення — 113 осіб (2011).
У 1975-1998 роках село належало до Кошалінського воєводства.

## Демографія
Демографічна структура станом на 31 березня 2011 року:
|          | Загалом | Допрацездатний вік | Працездатний вік | Постпрацездатний вік |
| -------- | ------- | ------------------ | ---------------- | -------------------- |
| Чоловіки | 63      | 17                 | 46               | 0                    |
| Жінки    | 50      | 10                 | 29               | 11                   |
| Разом    | 113     | 27                 | 75               | 11                   |